# Emir Spahić
Emir Spahic (Dubrovnik, Croàcia el 18 d'agost de 1980) és un futbolista bosnià jugant per a Bayer Leverkusen i un dels capitans de l'equip nacional de Bòsnia i Hercegovina.